# 요한 바오로 2세 크라쿠프 국제공항

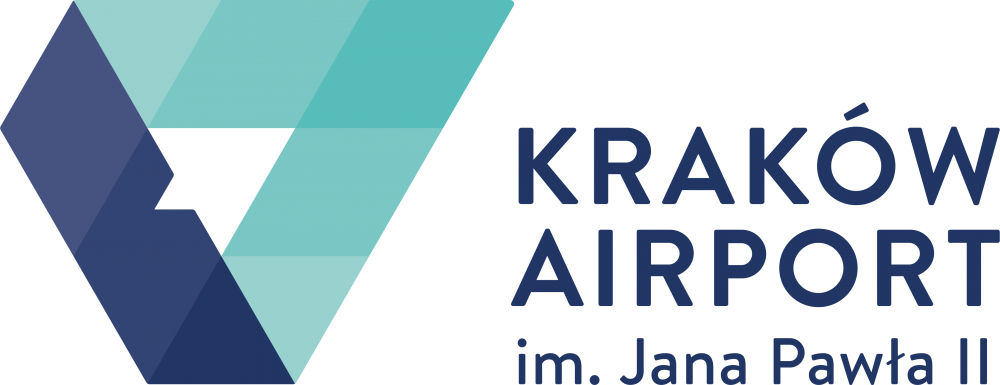

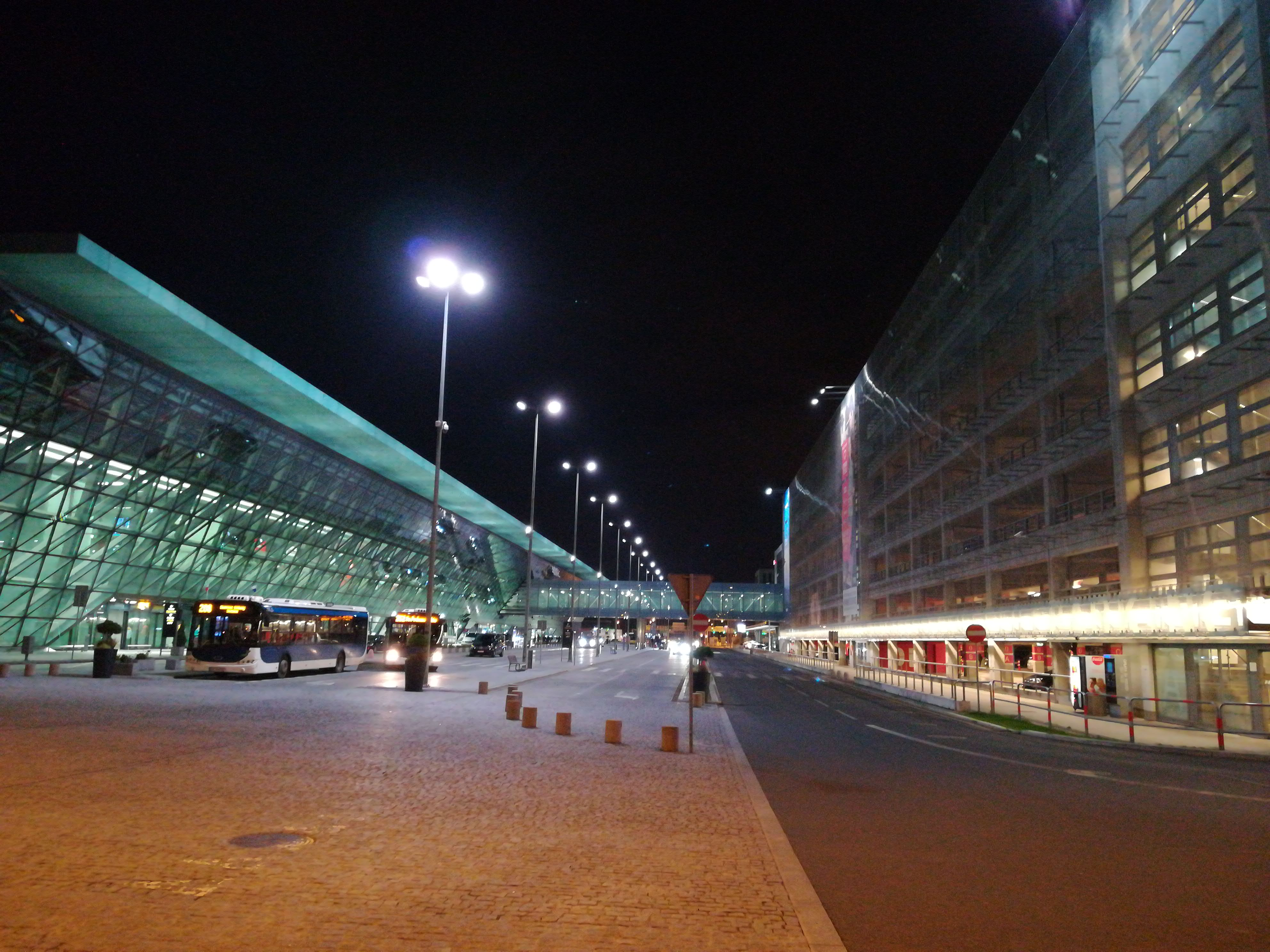

요한 바오로 2세 크라쿠프 국제공항(Kraków John Paul II International Airport, 폴란드어: Kraków Airport im. Jana Pawła II, IATA: KRK, ICAO: EPKK)은 폴란드 남부 도시 중심지에서 서쪽으로 11킬로미터 지점 발리체 크라쿠프 주변에 위치한 국제 공항이다. 이 공항의 명칭은 2007년 9월 4일에 변경되어 지금까지 이어져온 것으로, 그 이전의 명칭은 요한 바오로 2세 크라쿠프 발리체 국제공항(폴란드어: Międzynarodowy Port Lotniczy im. Jana Pawła II Kraków–Balice)이다. 연간 승객수 측면에서 보면 폴란드에서 2번째로 분주한 공항이다.